# 삼성 옴니아 HD
삼성 옴니아 HD(Samsung Omnia HD, Samsung i8910, Samsung i8910HD)는 삼성전자에서 출시한 스마트폰으로, 삼성 옴니아의 후속 제품이다. 삼성 옴니아의 3.3인치보다 0.4인치 더 높였으며, 800만 화소의 카메라를 지원한다. 또한 배터리 용량을 60 mAh 더 높인 1500 mAh 리튬 이온 배터리를 채용하였다. 기존 옴니아의 윈도우 모바일 대신 심비안 OS를 채용하였으며, 삼성전자가 출시한 사실상 유일한 심비안 OS 기반 스마트폰이다. 대한민국에서는 심비안 OS의 시장점유율이 극히 낮은 관계로 출시되지 않았다.

## 같이 보기
- OMAP
- 삼성 옴니아
- 삼성 옴니아 II
- 아이폰 3GS